# Anton Kalthoff
Anton Kalthoff war ein Abt des Benediktinerklosters Liesborn im Zeitraum von 1522 bis 1532.

## Leben
Über die Herkunft Anton Kalthoffs ist nichts bekannt. Womöglich stammte er vom Hof Kaldenhoff im nahegelegenen Bettinghausen. Nach dem Tod des vorherigen Abtes, Johannes Schmalebecker, am 23. Mai 1522 schien er die Nachfolge als Abt von Liesborn angetreten zu haben. Urkundlich wird er erstmalig am 22. Dezember 1522 erwähnt.
Es wird ihm nachgesagt, er habe sich den Protestanten angeschlossen. Dies führte dazu, dass man ihm Verbindungen zu den Wiedertäufern anlastete, weshalb die Mönche des Klosters Liesborn ihm den Gehorsam verweigerten. Ein Hinweis auf seinen Wechsel zum Protestantismus gibt ein bischöflicher Geleitbrief aus dem Jahr 1531 für eine Reise nach Riga und Livland, wo Anton Kalthoff persönliche Geschäfte erledigen wollte. Eine Urkunde vom 16. September 1532 benennt das Kloster Liesborn als vakant. Abt Anton Kalthoff habe das Amt abgelegt, sei jedoch später wiedergekehrt, als bereits ein neuer Abt eingesetzt war. Die Bursfelder haben ihn zwischenzeitlich auf dem Generalkapitel in Abdinghof abgesetzt. Das weitere Schaffen Kalthoffs nach Verlassen des Klosters führte ihn zunächst nach Meinigsen, wo er unter dem Namen Antonius Suirknap Prädikant wurde. Danach ging er an die Hohne-Kirche in Soest.
Er soll einen langen Bart sowie eine Hasenscharte gehabt haben. Zudem soll er verheiratet gewesen sein. Über den Zeitpunkt und die Umstände seines Todes ist nichts überliefert.